# 우연한 방문객
《우연한 방문객》(영어: The Accidental Tourist)은 미국에서 제작된 1988년 로맨틱 코미디 드라마 영화이다. 로런스 캐즈던이 연출, 공동 각본, 제작을 맡았다. 윌리엄 허트, 캐슬린 터너, 지나 데이비스 등이 출연하였고, 존 윌리엄스가 음악에 참여하였다.
1989년 제61회 아카데미상에서 작품상을 포함하여 4개 부문에 후보로 이름을 올렸으며, 지나 데이비스가 여우 조연상을 수상하였다.

## 출연진
- 윌리엄 허트
- 캐슬린 터너
- 지나 데이비스
- 빌 풀먼
- 에이미 라이트
- 데이비드 오그던 스타이어스
- 에드 베글리 주니어
- 제이크 캐즈던

## 기타 제작진
- 배역: 월리스 니시타
- 미술: 보 웰치
- 의상: 루스 마이어스